# Rivière à la Pêche (vattendrag i Kanada, lat 46,75, long -72,79)
Rivière à la Pêche är ett vattendrag i Kanada.   Det ligger i provinsen Québec, i den sydöstra delen av landet, 270 km nordost om huvudstaden Ottawa.
I omgivningarna runt Rivière à la Pêche växer i huvudsak blandskog. Runt Rivière à la Pêche är det mycket glesbefolkat, med 2 invånare per kvadratkilometer.